# Castro de Ulaca

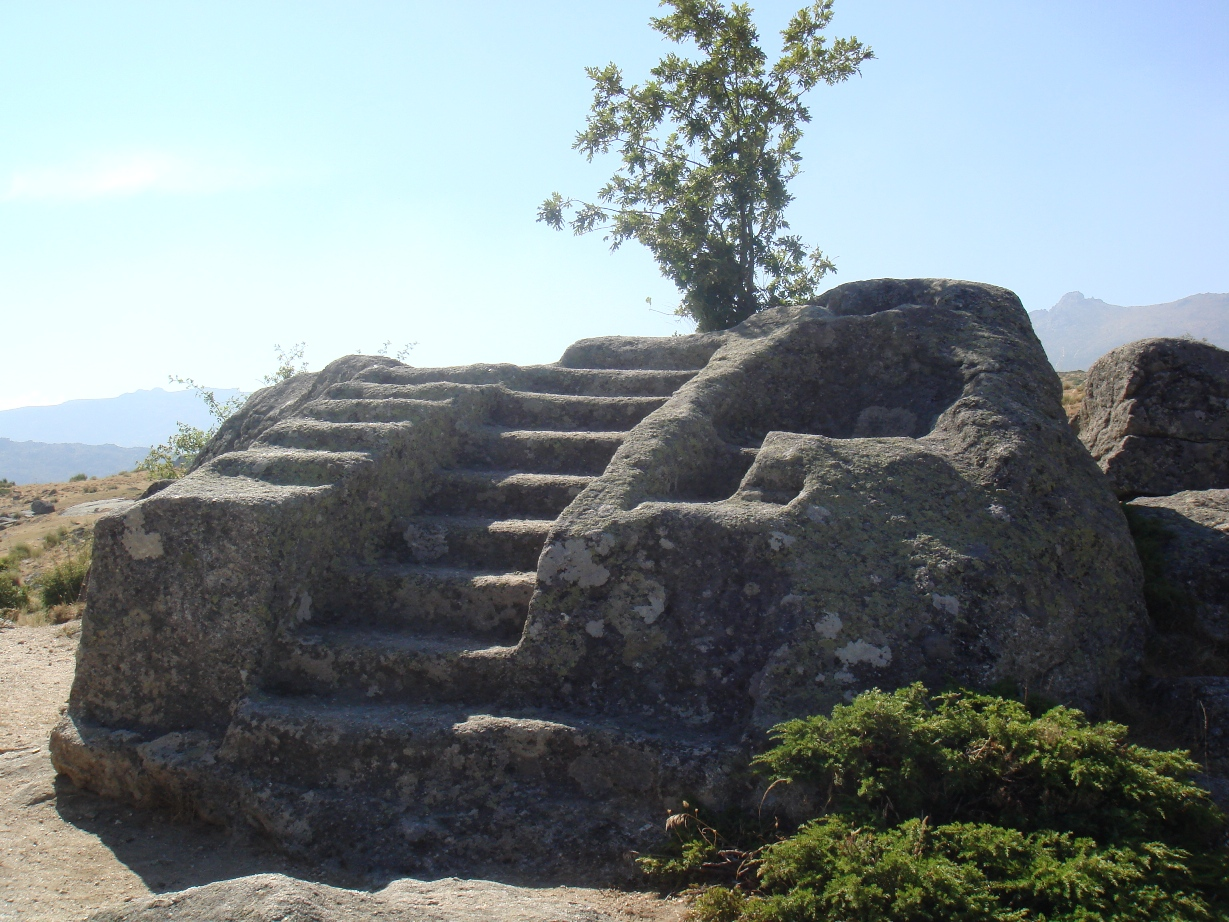
Altar de sacrificios de Ulaca.

Castro de Ulaca es un yacimiento arqueológico de origen vetón, situado en Villaviciosa (Solosancho), en la provincia de Ávila (España). 
Se encuentra ubicado en las primeras estribaciones de la sierra de la Paramera, en su vertiente norte, sobre un promontorio elevado sobre el terreno circundante unos 250 metros, con una cota máxima de 1508 m s. n. m., dominando perfectamente el valle de Amblés y dando vista al Pico Zapatero. El castro está encajado entre el arroyo de los Portillos y el río Picuezo, cuyos cursos sirven de protección natural.
En 1931, Ulaca se declara Conjunto Histórico-Artístico. En 1986 Bien de Interés Cultural (B.I.C), que es la máxima figura de protección que la ley otorga a un elemento histórico. En 1994 se delimita la zona arqueológica de Ulaca, amparada por la Ley de Patrimonio Histórico Español, quedando cualquier proyecto de restauración sujeto a lo que dicten las Comisiones Territoriales de Patrimonio Cultural.

## Descripción

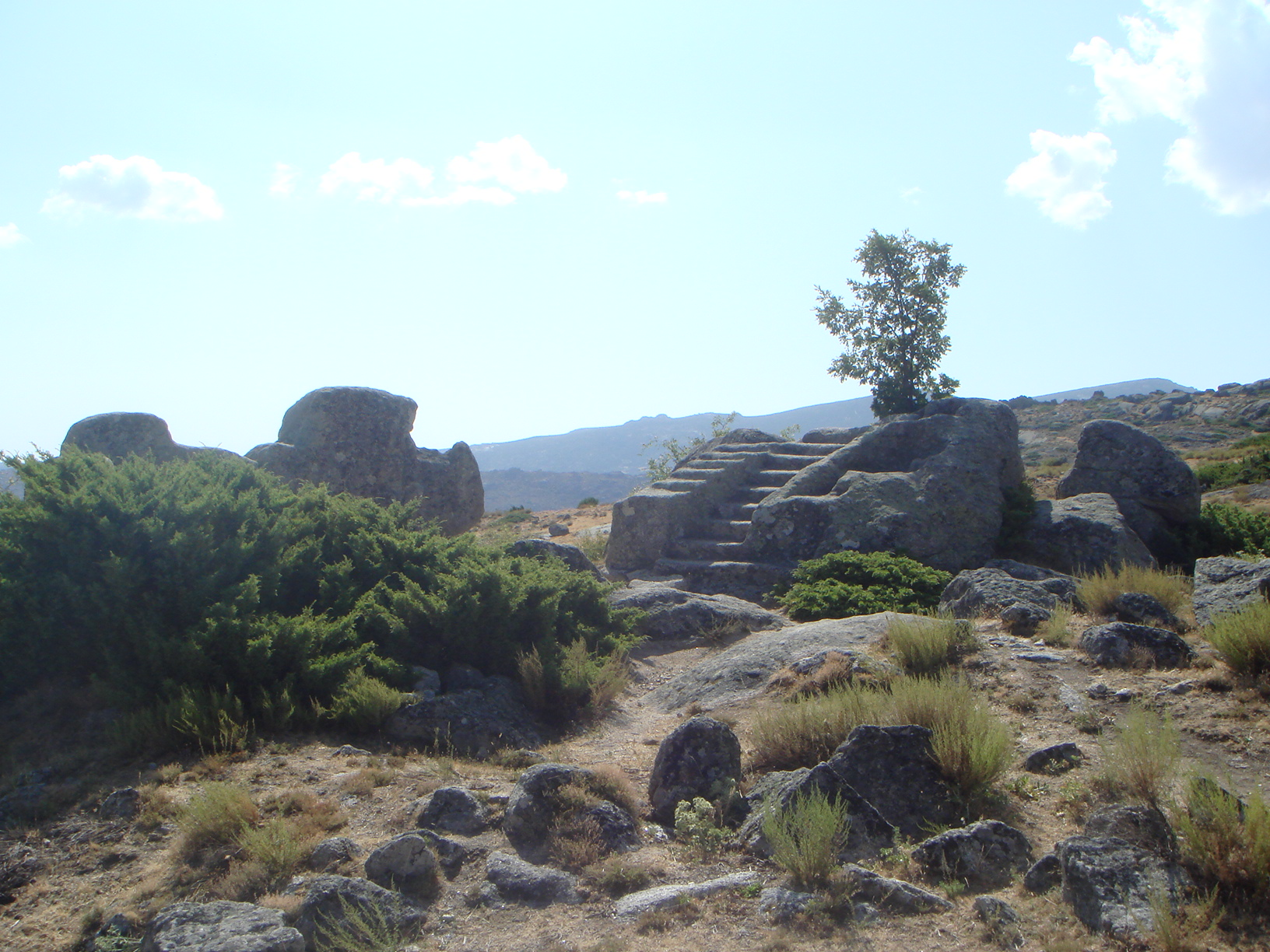
«El altar» es una gran mole de granito, con talud por sus tres lados. En uno de sus lados, dos escalinatas conducen a un superficie plana con varios huecos de distinto tamaño.

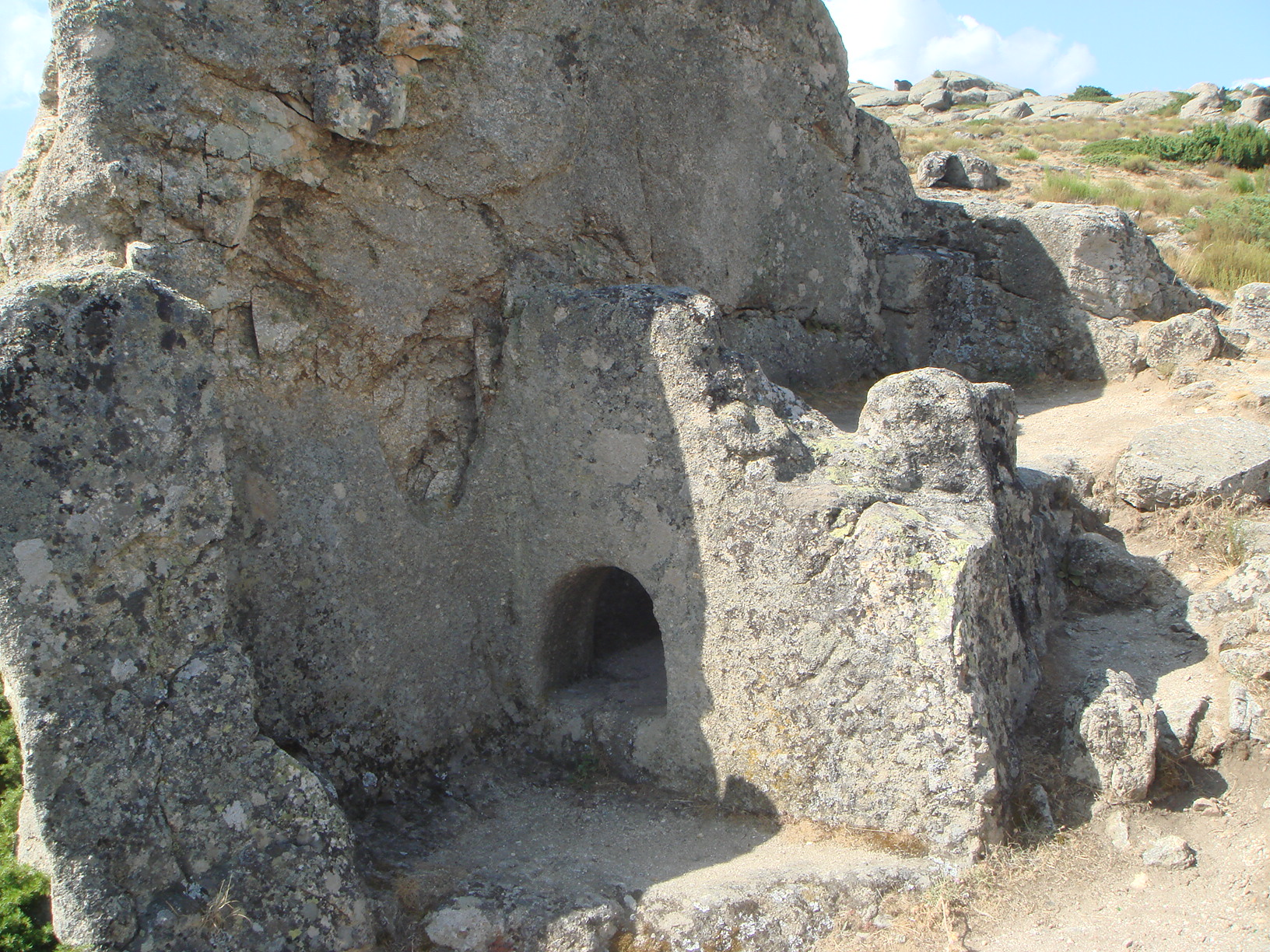
El «horno» es una cavidad de forma cúbica practicada en un bloque de granito abierto al exterior por medio de un arco de medio punto. Parece relacionarse como una posible sauna.

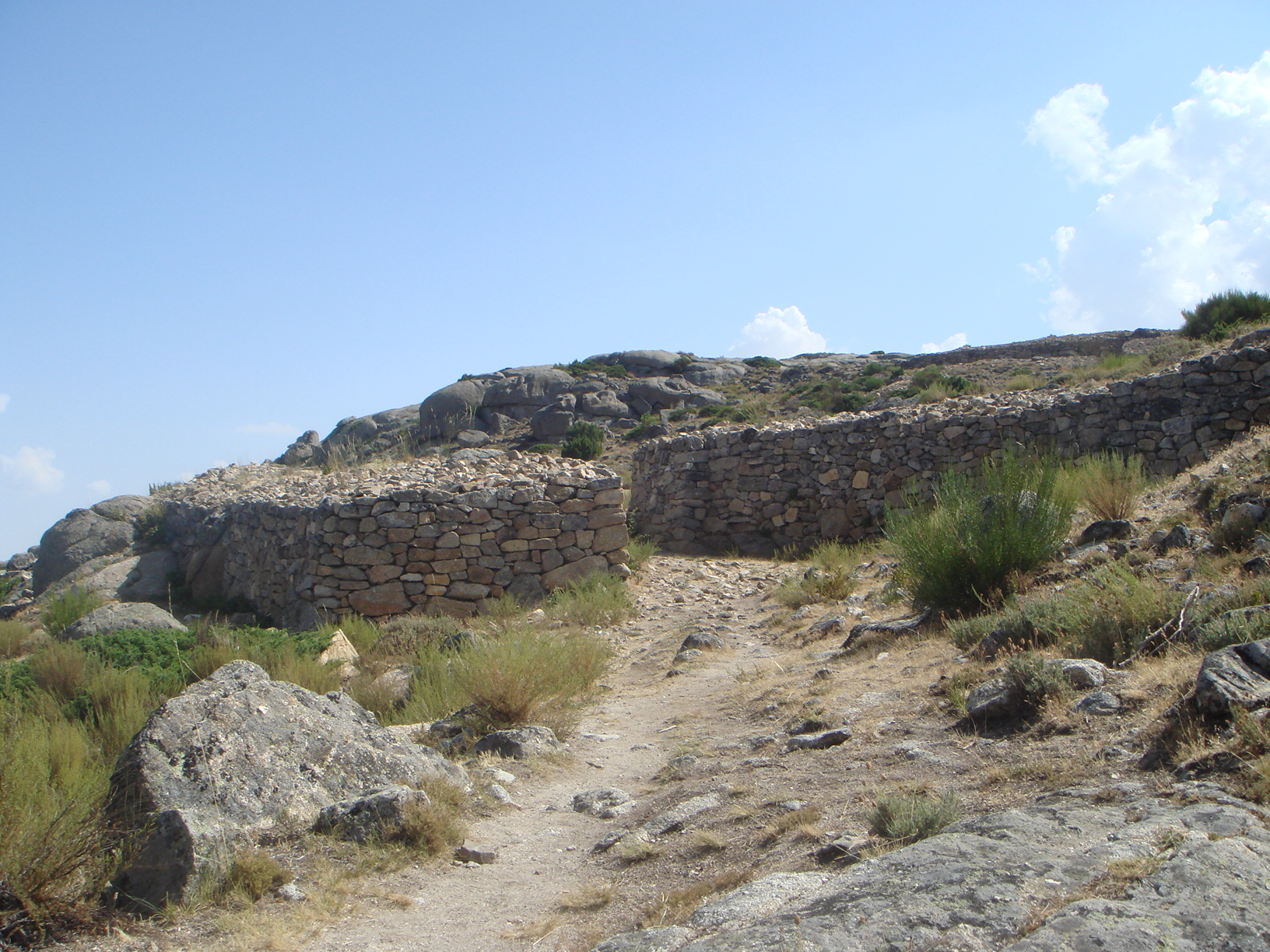
Puerta oeste de la muralla restaurada.

Ulaca es el más grande de los castros vetones [cita requerida]y cuenta con restos arqueológicos poco comunes como un altar y una sauna de iniciación, construidos en granito. Se halla situado en un promontorio elevado, de difícil acceso desde el que se divisa todo el Valle de Amblés en la provincia de Ávila.
Existen restos que abarcan desde la época calcolítica hasta la Edad Media, aunque serán los vetones los que dejen especial huella. 
Cuenta, como elementos más destacados, la muralla de más de 3 km de longitud, levantada tardíamente a comienzos de la 2.ª Edad de Hierro (s. III – II a. C.), sauna ritual o "fragua", iglesia o torreón y el perfectamente conservado altar de los sacrificios.

### El altar de los sacrificios
El «altar de los sacrificios» es una construcción a cielo abierto, realizada sobre grandes bloques graníticos que afloran en el sector noroeste. 
El monumento, en buen estado de conservación, consta de una gran estancia rectangular tallada en granito, en uno de cuyos lados existe una gran peña en la que dos escaleras de 9 gradas, labradas también en la roca, conducen a una plataforma en la que se encuentran dos cavidades de forma más o menos circular y comunicadas entre sí. La más occidental de ellas vertía en una tercera que permitía a su vez que los líquidos derramados en las libaciones corrieran hacia la parte baja de la peña a través de un canal. 
Su funcionalidad cultual, en la que habría que tener presente la práctica de sacrificios animales e incluso humanos, se ha establecido a partir del estudio comparativo con otras construcciones parejas, entre las que destaca el santuario portugués de Panoias, donde se documenta epigráficamente la existencia de tales sacrificios,aunque Correia lo pone en duda por el hiato cronológico entre ambos yacimientos. Ulaca estuvo ocupado sobre todo entre el siglo VII y siglo I a. C.., mientras que la actividad litúrgica atestiguada epigráficamente en Panóias, se fecha durante el siglo III d. C.  Metodológicamente, no se puede suponer el mismo tipo de utilización documentado en Panóias, en el ámbito de los cultos mistéricos orientales, para las cavidades existentes en otros sitios claramente anteriores, como es el caso de Ulaca. Incluso tipológicamente existen importantes diferencias entre ambos yacimientos: si en Panóias las varias escaleras talladas, muy distintas de las de Ulaca, dan acceso no a simples cubetas, sino a edificios cultuales cuyos cimientos se distinguen claramente, en Ulaca, los peldaños tallados dan acceso a un conjunto de oquedades naturales, conectadas mediante un amplio canal abierto en la roca.

### La sauna
La «fragua-horno» o «sauna» se localiza en el centro del yacimiento, a menos de 200 m de la estructura anterior. Está formada por una especie de hipogeo parcial, tallado en parte sobre un gran canchal granítico y por muros de piedra en el lienzo norte y acaso también en los lados este y oeste. Hace tiempo que se identificó como horno o fragua, pero recientemente se le ha conferido un uso termal, comparándola con las saunas o pedras formosas de la cultura castreña del noroeste. Su sentido sería ritual, conectado con ceremonias iniciáticas guerreras sugeridas en algunas referencias clásicas.

### Eloppidum
El oppidum de Ulaca llega a las 60 hectáreas frente a las 15 ha del castro de Cogotas y las 38 de la castro de la Mesa de Miranda. Una superficie enorme, no toda destinada a habitación, pero que supone una aglomeración de primera magnitud, que debió de jugar el papel de centro comarcal, en línea con la reordenación territorial que supone la aparición de estos grandes oppida, en fechas situables en el siglo III a. C., en que parece que fue fundado este gran castro abulense. 
Por otra parte, tanto o más que la superficie, da cuenta de su papel organizativo y político la posesión en su interior de un gran edificio de aparejo monumental con función de atalaya o de otro uso público desconocido, y espacios sacros e instalaciones para usos rituales o ceremoniales que, como en el caso de los centros urbanos del mundo ibérico y de las demás civilizaciones, son ingredientes habituales en los centros principales por el papel aglutinador que desde ellos se ejerce en el plano ritual y religioso.

### Las casas
Las casas presentan plantas cuadradas y rectangulares con gruesos muros de piedra. Hay plantas sencillas con dos o tres estancias, de unos 40-80 m², y otras más complejas con más departamentos y mayor superficie, de hasta 250 m². Las jambas de las puertas están bien marcadas por grandes lajas de granito. Las cubiertas debieron ser de piorno, como lo hacían los chozos de pastor y las tinadas para las ovejas hasta hace poco tiempo. La falta de excavaciones -solamente se excavaron dos casas en los años 1970 que se han restaurado- impide precisar la organización interna, que en cualquier caso dispondría de hogares, bancos adosados a las paredes, zonas de almacenamiento y áreas de descanso. Desconocemos si además de estructuras domésticas había otras sólo de almacenaje o con otras funciones.

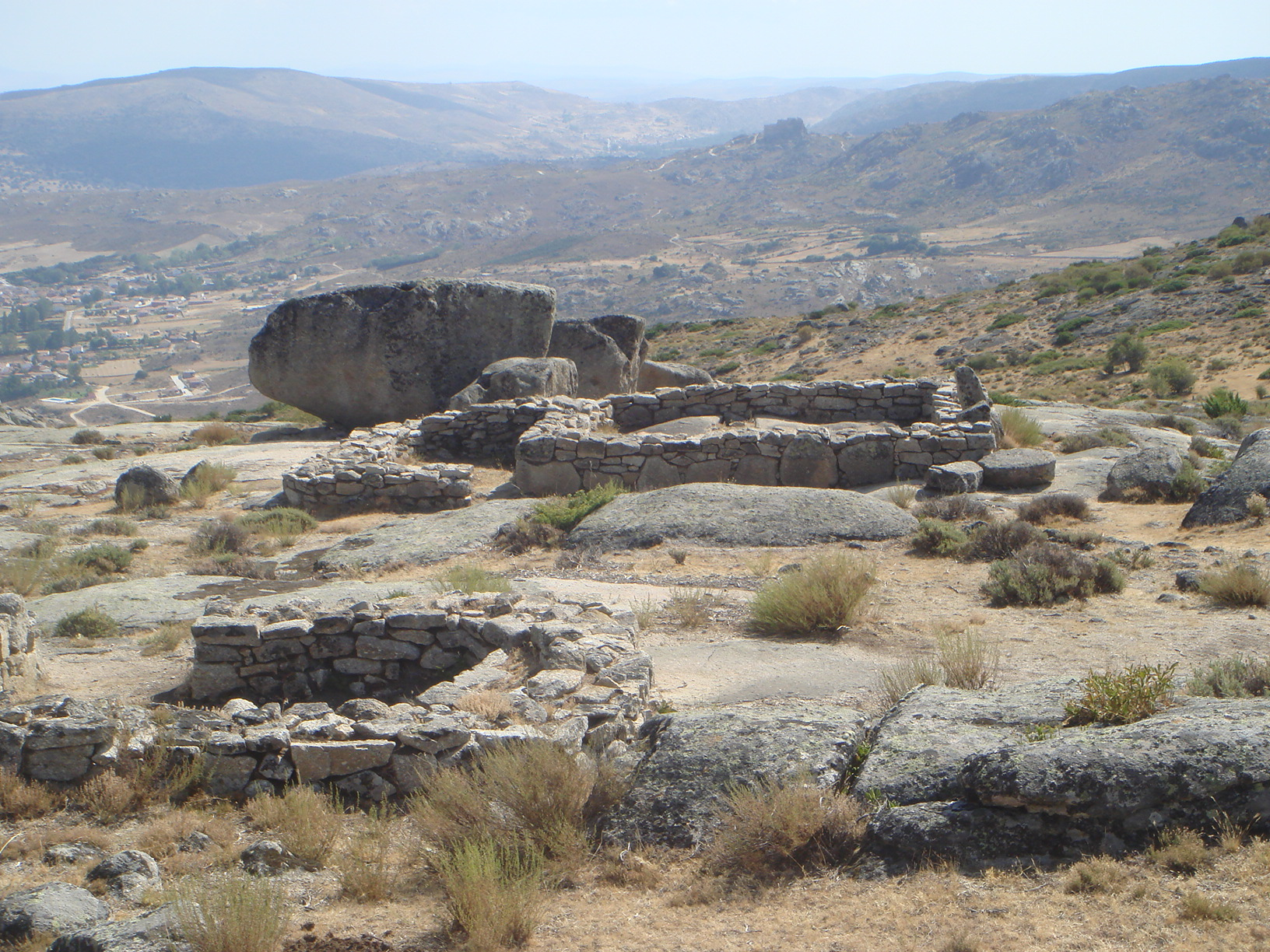
Casas excavadas en la década de los 70 en el Castro de Ulaca

El total de estructuras dentro del recinto amurallado es de algo más de 250, que se elevaría hasta alrededor de las 300, si se suman las casas fuera de las murallas al noreste del recinto. La existencia de casas extramuros permite suponer, además, que el recinto amurallado no implica una situación de peligro e inestabilidad permanente. Pero parece que en este sector hubo también murallas muy perdidas hoy. En los momentos de conflicto, la población podría refugiarse dentro del poblado, ya que existía espacio libre suficiente para todos. Sabemos que otros oppida vettones tenían arrabales o barrios extramuros como Las Cogotas y Salmantica, en este último caso referido al año 220 a. C. en la toma de la ciudad por Aníbal.
Parece común la existencia en todas las viviendas de zócalos de piedra de 80-100 cm de grosor y doble paramento. Apenas hay vestigios de adobe o tapial para el recrecimiento de las paredes y la abundancia de granito podría ser consistente con la idea de alzados de piedra hasta la cubierta. La prolongación de los muros hacia el exterior permite aventurar la idea de que algunas tuviesen un porche o zaguán; aunque no habría que descartar que se tratase de pequeños corrales anexos a la vivienda. La mayoría de las casas abren sus puertas hacia el este, hacia la salida del sol. Nada se nos ha conservado de las cubiertas pero, dada la disposición del terreno, lo más lógico es que vertieran aguas por delante de la fachada en dirección a las vaguadas, siguiendo la pendiente.

### Las canteras
Un elemento excepcional y espectacular al mismo tiempo, desconocido en otros oppida célticos, son las canteras de granito en el interior del hábitat. Quedan visibles las huellas de la cuñas y los bloques cortados en distinto grado de elaboración. Las canteras se sitúan en los sectores oeste y suroeste de la ciudad. En ambos casos se buscaron grandes planchas de granito y se aprovecharon siguiendo las vetas y las fracturas naturales. El proceso de trabajo se debió iniciar marcando con cortafríos y mazos, pequeñas ranuras a intervalos regulares, 28 y 36 cm, después se introducían cuñas para romper la línea marcada y así obtener bloques más o menos grandes, entre 60 y 120 cm de longitud y aún mayores. Con perchas y palancas de madera se moverían los bloques de primera extracción para posteriormente ser objeto de nuevos cortes y conseguir bloques más pequeños. Todo este proceso de trabajo ha quedado congelado en las canteras. Se pueden medir los esparcimientos entre las ranuras para cuñas marcadas y nunca utilizadas, los bloques de primera extracción sin trocear, los bloques semielaborados y por último incluso algunos terminados y no transportados. Este detalle hace pensar en que todo el trabajo de cantería se desarrollaba en estos lugares. Como se ha señalado recientemente las canteras de Ulaca confieren un aspecto mágico al lugar, parece como si el tiempo detenido pudiera ver en algún momento el retorno de las gentes de Ulaca para terminar los trabajos abandonados a medio hacer.
La cantera oeste debió utilizarse para la obtención de material constructivo para la viviendas de los alrededores, y de hecho la dimensiones de los bloques se asemejan a los de las casas más cercanas. La cantera del ángulo suroeste, muy próxima a la muralla, parece que estuvo más relacionada con la elaboración de grandes sillares para la construcción del cierre defensivo.
La gran escala de los trabajos de cantería -por encima del nivel doméstico de cada hogar-, la posible existencia de especialistas, el empleo de medidas modulares y las posibilidad de reconstruir casi íntegramente el proceso de trabajo, confieren a las canteras de Ulaca un gran interés.

## Datación
La fecha del poblado puede datarse del s. VI al II a. C., cuando una de las incursiones de Aníbal en los pueblos del centro peninsular supuso el incendio de la ciudad, aunque este hecho no está confirmado. Se calcula que en la época de mayor esplendor pudo estar habitada hasta por mil personas, distribuidos jerarquicámente en unas 250 - 300 viviendas, ocupando una superficie de 60 hectáreas. 
Sus restos son numerosos, desde objetos cerámicos hasta aperos de labranza, instrumental ganadero, alfarero, etc., muchos de los cuales fueron expoliados en épocas pasadas; incluso hay restos de molinos de piedra y de varias canteras. 

## Acceso
Se accede al yacimiento, una vez finalizada la carretera asfaltada que parte de Villaviciosa, por el camino ascendente de unos 600 metros de longitud que nos conduce hasta un pequeño aparcamiento en el que se puede estacionar el vehículo.